# Horváth Róbert (labdarúgó, 1962)
Horváth Róbert (1962. március 29. –) labdarúgó, hátvéd.

## Pályafutása
1980 és 1985 között volt a Ferencváros játékosa. Egyszeres magyar bajnok a csapattal. A Fradiban 27 mérkőzésen szerepelt (23 bajnoki, 4 hazai díjmérkőzés).
1987 nyarán a Budafok játékosa lett.

## Sikerei, díjai
- Magyar bajnokság
  - bajnok: 1980–81
  - 3.: 1985–86